# Parasemia transversa
Parasemia transversa là một loài bướm đêm thuộc phân họ Arctiinae, họ Erebidae.